# Język kreolski seszelski
Język kreolski seszelski – język kreolski na bazie francuskiego, od 1978 roku język urzędowy Seszeli. Jest używany w szkolnictwie, w mediach, administracji, służbie zdrowia i działalności politycznej, również w nauce i literaturze. Alternatywne nazwy: seselwa, kreol, seychellois créole, ilois (dosłownie: „wyspiarski”). 
Praktycznie identyczny dialekt istnieje także na wyspach Czagos. Pod względem struktury gramatycznej jest bliski językowi kreolskiemu Mauritiusa. Nie jest zbyt dobrze wzajemnie zrozumiały z językiem kreolskim Reunionu.

## Fonetyka i ortografia
Liczba samogłosek w porównaniu z językiem francuskim jest znacznie zredukowana. Zapis jest fonetyczny, z zachowaniem pewnych konwencji języka francuskiego, np. aujourd’hui > ozordi, le lit > lili (łóżko).

## System gramatyczny

### Rzeczownik
Rzeczownik nie odmienia się przez przypadki ani liczby. Nie funkcjonuje także rozróżnienie na rodzaje gramatyczne. W języku tym funkcjonuje rodzajnik nieokreślony en.

### Czasownik
System czasów francuskich jest wybitnie zredukowany.

## Słownictwo
Większość zasobu leksykalnego wywodzi się z języka francuskiego, przy czym istnieje pewien procent wyrazów pochodzących z innych języków. Przykłady: frangourin (sok z trzciny cukrowej, z malgaskiego fangorinana), karipile (liść curry, z tamilskiego kariveppillai).